# Матео Бриги
Матео Бриги (на италиански: Matteo Brighi, роден на 14 февруари 1981) е италиански футболист, настоящ играч на Рома. Играе на пост полузащитник.

## Кариера
Започва кариерата си във втородивизионния Римини.
През 2004 г., Ювентус чиято собственост е, го продава на Рома като част от трансфера на Емерсон. Рома веднага го преотстъпва на Киево за три години, където изиграва 89 мача и вкарва 9 гола.
След завръщането си в Рома се утвърждава в халфовата линия на отбора. Известен е в Италия с невероятната си физическа издръжливост. През юли 2008 г. подписва нов договор с отбора до 2012.
За националния отбор на Италия дебютира в приятелски мач срещу Словения през 2002 г. Повторно е викнат от селекционера Марчело Липи чак за квалификационните мачове за Световното първенство 2010 срещу Ирландия и Черна гора през март 2009 г. Срещу Ирландия излиза титуляр.